# 妮科尔·阿辛格
妮科尔·阿辛格（英語：Nicole Ahsinger，1998年5月12日—）生于加利福尼亚州圣地亚哥，是一名美国女子蹦床运动员，主攻网上项目。她3岁时，父亲为改善她身体的平衡性与协调性而将她带到俱乐部里练习蹦床，她也在后来展现自身在该项目上的能力，成为国家顶尖级选手。16岁时，她为提升水平并获得大赛资格而移居至路易斯安那州拉法葉，并在那里训练。后来，她进入路易斯安那大學拉法葉分校修读新闻学专业。